# Ciclismo su strada al XVIII Festival olimpico estivo della gioventù europea
Le competizioni di ciclismo su strada al XVIII Festival olimpico estivo della gioventù europea si sono svolte dal 22 al 24 luglio 2025 a Kumanovo, in Macedonia del Nord. 

## Podi

### Ragazzi
| Evento         | Oro             | Argento        | Bronzo            |
| Prova in linea | Niklas Wiesmayr | Layann Clovis  | Daniel Davies     |
| Cronometro     | Yanis Berthoud  | Sander Willems | Tommaso Cingolani |

### Ragazze
| Evento         | Oro                | Argento            | Bronzo        |
| Prova in linea | Anna Bonassi       | Anna Meeusen       | Melanie Rowe  |
| Cronometro     | Karolína Hajduková | Magdalena Polańska | Edda Bieberle |

## Medagliere
Nazione ospitante 
| Posizione | Paese         | Oro | Argento | Bronzo | Totale |
| --------- | ------------- | --- | ------- | ------ | ------ |
| 1         | Italia        | 1   | 0       | 1      | 2      |
| 2         | Austria       | 1   | 0       | 0      | 1      |
| 2         | Slovacchia    | 1   | 0       | 0      | 1      |
| 2         | Slovenia      | 1   | 0       | 0      | 1      |
| 5         | Belgio        | 0   | 2       | 0      | 2      |
| 6         | Francia       | 0   | 1       | 0      | 1      |
| 6         | Polonia       | 0   | 1       | 0      | 1      |
| 8         | Gran Bretagna | 0   | 0       | 2      | 2      |
| 9         | Germania      | 0   | 0       | 1      | 1      |
| Totale    | Totale        | 4   | 4       | 4      | 12     |